# Jesper Mørkøv

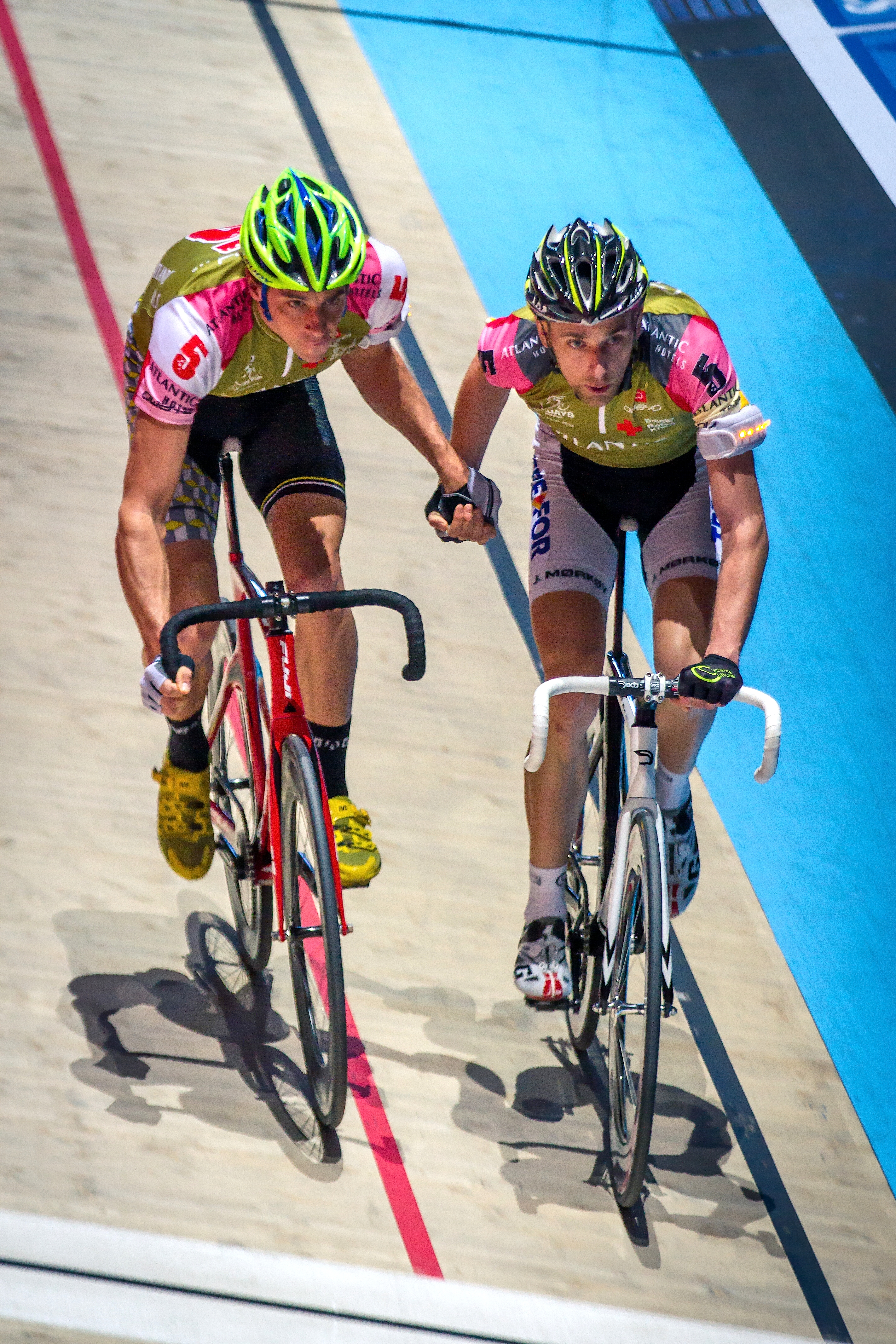
Jesper Mørkøv (links) mit Andreas Graf beim Zweier-Mannschaftsfahren beim Bremer Sechstagerennen 2014

Jesper Mørkøv (* 11. März 1988) ist ein dänischer Bahnradfahrer.
In der Saison 2007 wurde er nationaler Vizemeister in der Mannschaftsverfolgung der Eliteklasse. 2010 wurde er dänischer Meister im Punktefahren und gewann im Jahr darauf mit Nick Stöpler den Lauf des UIV Cups im Rahmen der Berliner Sechstagerennen. 2013 wiederholte er seinen nationalen Erfolg im Punktefahren. 2014 wurde er Europameister im Dernyrennen. 2016 gewann er gemeinsam mit Alex Rasmussen das Sechstagerennen in Kopenhagen.
Jesper Mørkøv ist ein jüngerer Bruder des Radrennfahrers Michael und ein älterer Bruder des ehemaligen Radrennfahrers Jakob Mørkøv.

## Erfolge
2006
- Dänischer Meister – Mannschaftsverfolgung (Junioren) mit Rasmus Damm, Christian Ranneries und Kristian Sobota

2010
- Dänischer Meister – Punktefahren

2011
- UIV Cup – Berlin (mit Nick Stöpler)

2013
- Dänischer Meister – Punktefahren

2014
- Europameister – Dernyrennen (hinter René Dupont)

2016
- Sechstagerennen Kopenhagen (mit Alex Rasmussen)

## Teams
- 2007 Odense Energi (ab 01.03.)
- 2008 Odense Energi / Energy Fyn
- 2009 Energy Fyn
- 2012 J.Jensen-Sandstød Salg og Event
- 2013 Team TreFor
- 2016 Riwal Platform Cycling Team